# Crespi d’Adda
Das Textilfabrik- und Arbeiterdorf Crespi d’Adda liegt am Fluss Adda. Es ist eine Fraktion der Gemeinde Capriate San Gervasio in der italienischen Provinz Bergamo in der Lombardei. Das Dorf, in den späten 1920er Jahren vollendet, hat sich im Laufe der Zeit praktisch unverändert erhalten.

## Geschichte
Crespi d’Adda wird als ein Juwel der Industriearchäologie angesehen. Seit dem Gründungsjahr 1878 ließ hier Cristoforo Benigno Crespi, Mitglied einer Färberdynastie aus dem etwa 100 Kilometer westlich gelegenen Busto Arsizio, Baumwollprodukte herstellen. Ausschlaggebend für die Standortwahl „auf der grünen Wiese“ war die Verfügbarkeit von Wasserkraft. Nach der englischen Gartenstadtidee und angeleitet von weiteren Vorbildern aus Deutschland und Frankreich wurde – später unter Leitung seines Sohnes Silvio Benigno Crespi – bis in die 1920er Jahre mit hohem gestalterischem Aufwand ein geschlossenes Dorf mit der Fabrikanlage, Siedlung, Infrastruktureinrichtungen inkl. Warmwasserversorgung, Schule, Arzt, Waschhaus und Kirche errichtet.
1995 wurde das Dorf zum Weltkulturerbe der UNESCO erklärt.

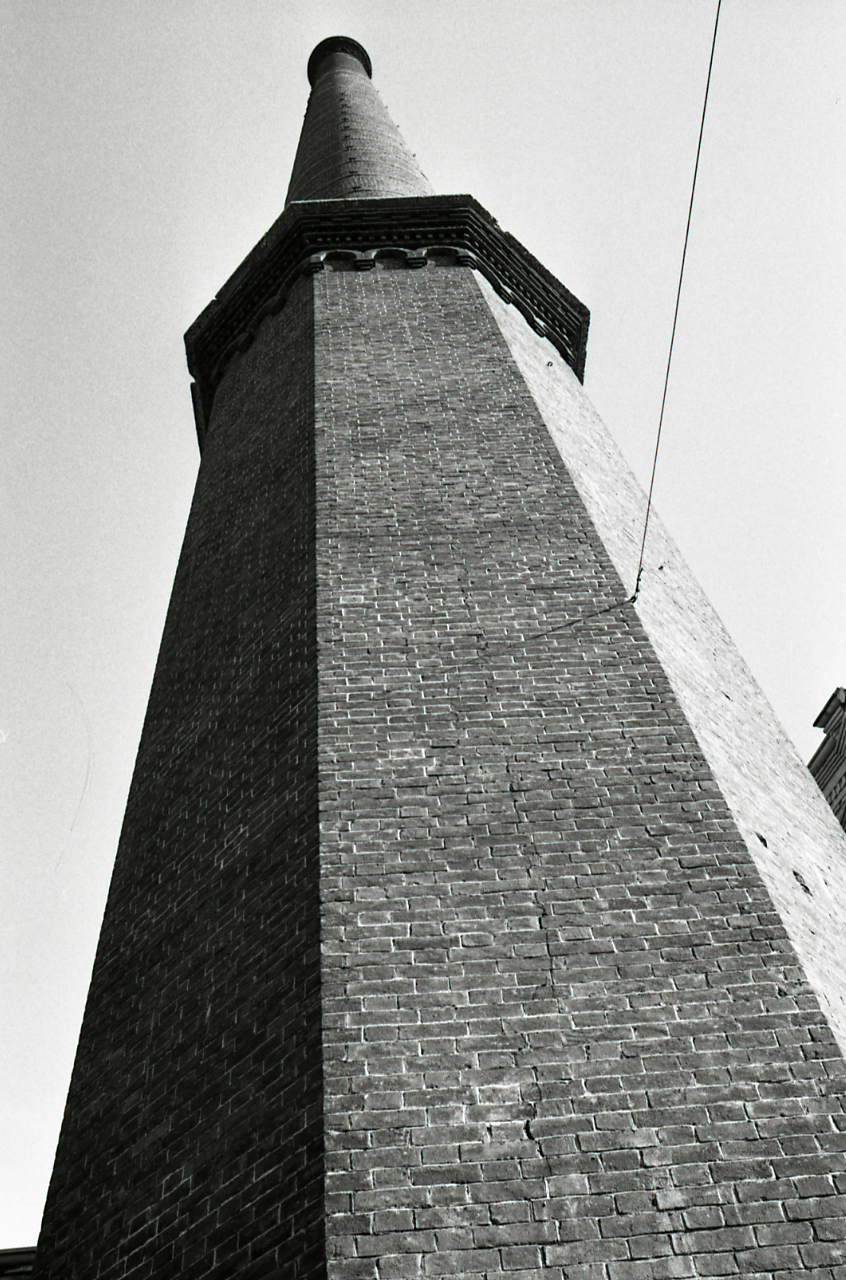
Schornstein
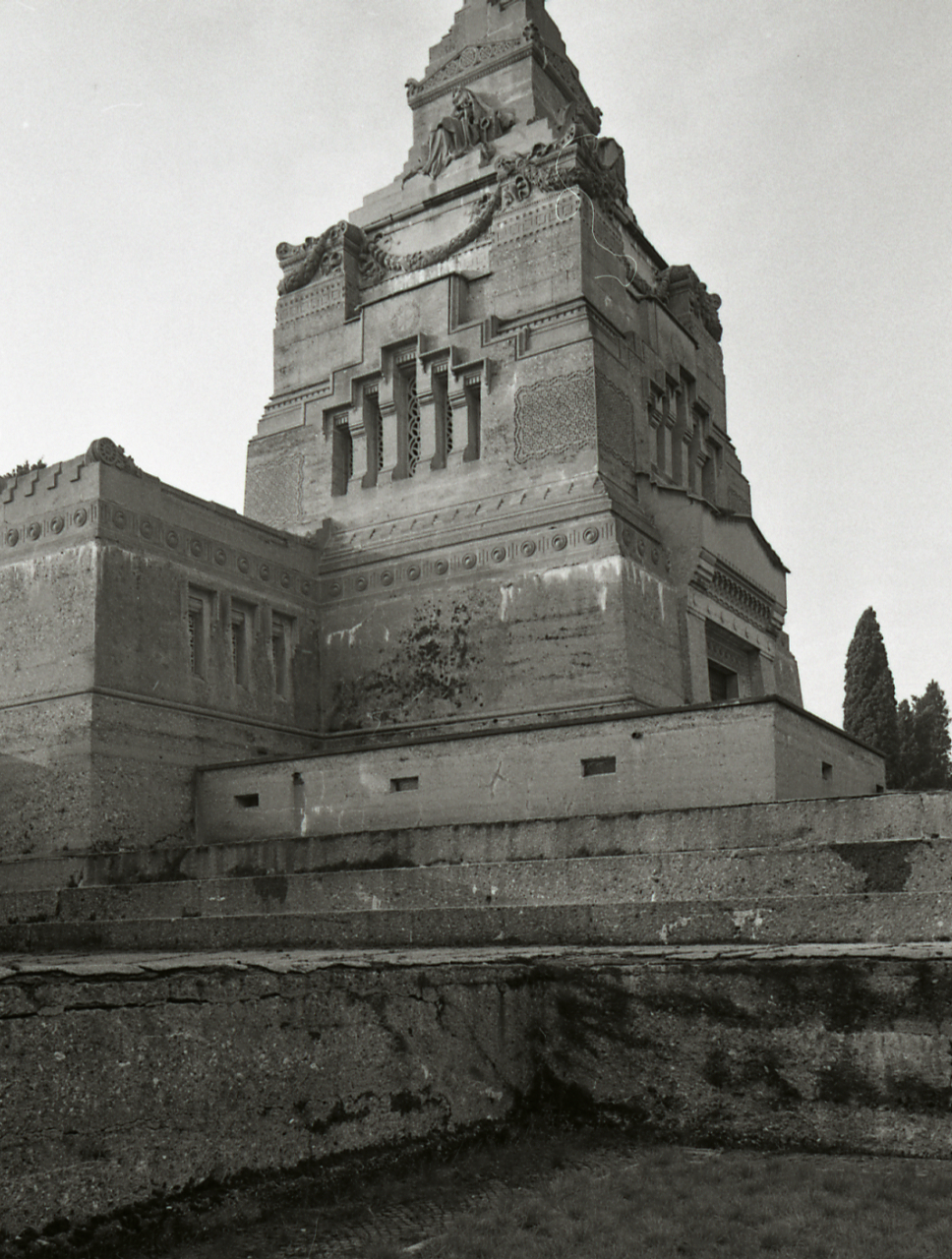
Mausoleum
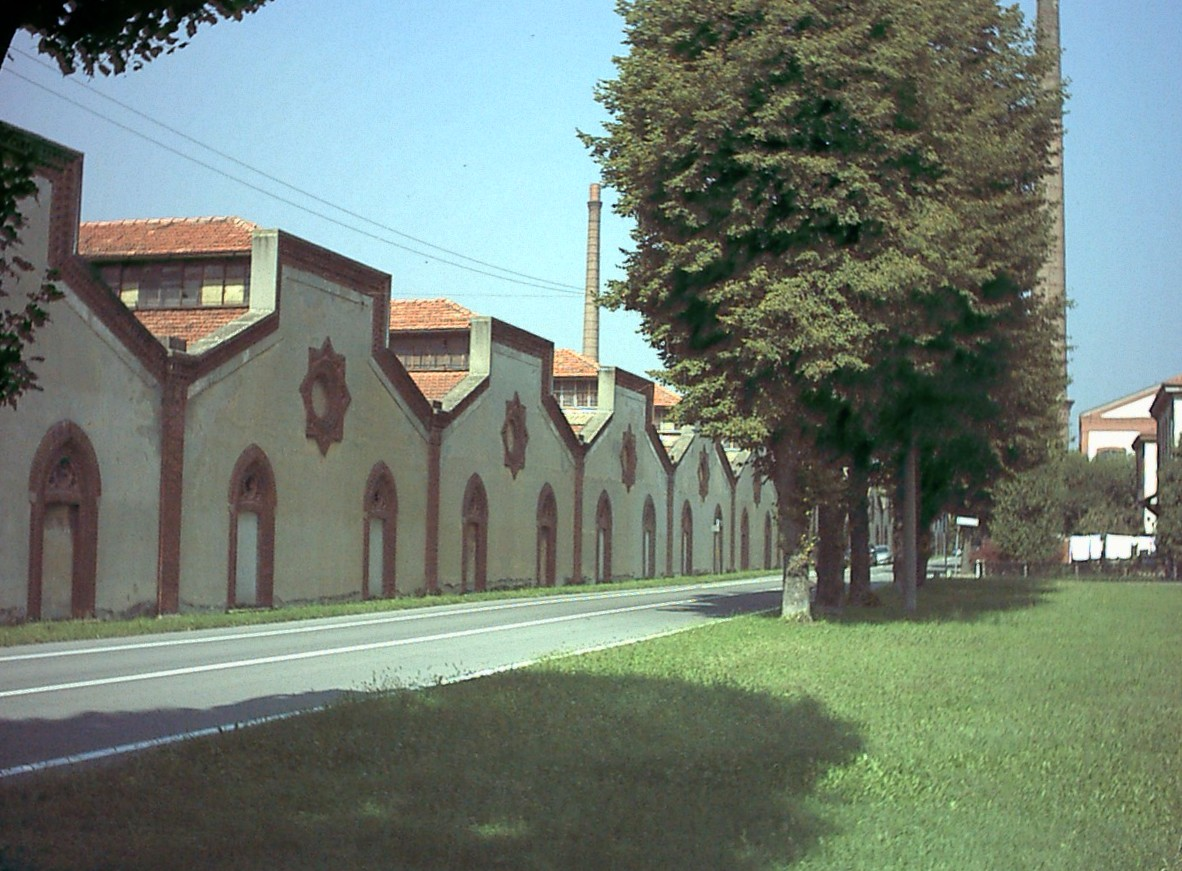
Crespi d’Adda